# Heteragrion dorsale
Heteragrion dorsale är en trollsländeart som beskrevs av Selys 1862. Heteragrion dorsale ingår i släktet Heteragrion och familjen Megapodagrionidae. IUCN kategoriserar arten globalt som otillräckligt studerad. Inga underarter finns listade i Catalogue of Life.